# Nototriton limnospectator
Nototriton limnospectator är en groddjursart som beskrevs av McCranie, Wilson och Polisar 1998. Nototriton limnospectator ingår i släktet Nototriton och familjen lunglösa salamandrar. IUCN kategoriserar arten globalt som starkt hotad. Inga underarter finns listade i Catalogue of Life.